# Перлофф, Джозеф
Джозеф Кайл Перлофф (англ. Joseph Kayle Perloff; 21 декабря 1924, Нью-Орлеан — 18 августа 2014, Пасифик-Палисейдс, Калифорния) — американский кардиолог. Муж литературоведа Марджори Перлофф, отец режиссёра Кэри Перлофф.
Во время Второй мировой войны в 1943—1946 годах служил в военном флоте, в том числе в Японии и Китае. Затем поступил в Университет штата Луизиана и окончил его в 1951 году. В 1951—1954 годах проходил интернатуру в нью-йоркской больнице Маунт-Синай, затем в течение года стажировался в лондонском Институте кардиологии под руководством Пола Гамильтона Вуда. Преподавал в Джорджтаунском университете (1957—1972) и Университете Пенсильвании (1972—1977), с 1977 года — профессор медицины и педиатрии Калифорнийского университета в Лос-Анджелесе.
Джозеф Перлофф специализировался в изучении врождённых пороков сердца и возможностей их диагностики у взрослых пациентов. Его учебник «Клиническое выявление врождённого порока сердца» (англ. The Clinical Recognition of Congenital Heart Disease; 1970) выдержал шесть изданий и считается этапным трудом в развитии современной кардиологии. Книга «Физическое обследование сердца и кровообращения» (англ. Physical Examination of the Heart and Circulation; 1980) вышла четырьмя изданиями и переведена на испанский, португальский, японский и китайский языки. Три издания выдержала книга «Врождённые пороки сердца у взрослых» (англ. Congenital Heart Disease in Adults; 1991, в соавторстве с Дж. С. Чайлдом). Первый европейско-американский симпозиум по врождённым порокам сердца у взрослых, прошедший в 2003 году в Греции, был посвящён Перлоффу.